# فرانسيسكو سالازار
فرانسيسكو سالازار (بالإسبانية: Francisco Salazar)‏ مواليد 4 أغسطس 1992، هو لاعب كرة يد تشيلي يلعب كجناح أيمن. مثل منتخب تشيلي لكرة اليد.

## سجل المنافسة
شارك في البطولات التالية:
- بطولة العالم لكرة اليد للرجال 2015